# Murtala Muhammed
Le général Murtala Ramat Muhammed, né le 8 novembre 1938 à Kano et mort le 13 février 1976, est un homme d'État nigérian.
Il a été chef du gouvernement militaire fédéral du Nigeria du 29 juillet 1975 à son assassinat.

## Biographie
Murtala Muhammed est né le 8 novembre 1938, l'un des onze enfants de Muhammed Risqua (Riskuwa) et d'Uwani Rahamat dans les quartiers de Kurama à Kano, au Nigeria. Il est né dans une famille peule du clan Genawa, riche d'une histoire de jurisprudence islamique, son arrière-grand-père et son grand-père détenant le titre de chef Alkali de Kano. Son père était lié à Aminu Kano (en), Aminu Wali (en) et à de nombreux membres de la famille Wali de Kano. Mohammed a fait ses études à l'école élémentaire Cikin Gida, située dans l'enceinte du palais de l'émir. Il a ensuite été transféré à l'école primaire Gidan Makama à Kano, située juste à l'extérieur du palais. Il se rendit ensuite au collège de Kano (aujourd'hui le Rumfa College) en 1949 avant de fréquenter le célèbre collège gouvernemental (maintenant le Barewa College) à Zaria, où il obtint son certificat d'études en 1957. Au Barewa College, Mohammed était membre du corps de cadets et était capitaine de tir lors de sa dernière année. En 1957, il obtient un certificat de fin d'études et demande à rejoindre l'armée nigériane plus tard dans l'année.